# Dysfunktionaler Freiraum
Dysfunktionaler Freiraum ist ein Fachterminus aus der Freiraumplanung und bezeichnet Orte, die weder deutlich funktional gebunden sind, und daher Spielraum für vielfältige Nutzungen lassen, noch im spontanen Gebrauch von bestimmten Nutzergruppen dominiert werden. Der Begriff ist umstritten, weil Dysfunktion in der Medizin eine mangelhafte Organfunktion bezeichnet, also in ein Krankheitsbild fällt. Dysfunktionalität hat aber in Verbindung mit Freiraum eine andere Bedeutung.

## Begriffsbestimmung

### Nutzungsbindung
In der Freiraumplanung wird mit dem Begriff vorausgesetzt, dass Freiräume mehr oder weniger funktional gebunden sein können. Die nicht funktional gebundenen Freiräume werden auch „Niemandsländer“ genannt, weil sie zumindest zeitweise von keinen Interessensgruppen beansprucht werden und informelle Nutzer (z. B. Kinder, Jugendliche, Obdachlose) dort auch dann nicht vertrieben werden, wenn sie bleibende Spuren hinterlassen. Da jeder Freiraum unterschiedlich stark genutzt werden kann und die Nutzungsintensität in einem Freiraum ungleichmäßig verteilt ist, spricht man auch von dysfunktionalen Anteilen in genutzten bzw. funktional bestimmten Freiräumen wie z. B. Gärten und Straßen.

### Erscheinungsbild
Dysfunktionale Freiräume finden sich häufig auf Brachflächen in der Stadt, die wegen ihrer ungünstigen Lage oder zwischenzeitlich noch nicht wieder genutzt werden. Sie liegen aber auch an Grenzen und Übergangszonen zwischen verschiedenen genutzten Flächen (z. B. in Form von Abstandsgrün als Freiflächen), auf denen die Nutzungsintensität zu den Rändern hin abnimmt. Die Nutzungsintensität auf Flächen kommt beispielsweise in der Spontanvegetation zum Ausdruck, die in genutzten Freiräumen zu den Rändern hin abnimmt und in nicht mehr genutzten Freiräumen flächig aufwachsen kann. Durch die Vegetationsentwicklung entstehen die charakteristischen Bilder dysfunktionaler Freiräume mit Hochstaudenfluren und Verbuschungen, je nach Alter der brach liegenden Flächen.

### Umnutzbarkeit
Die zumindest partielle Dysfunktionalität ist ein wesentliches Charakteristikum von Freiräumen, die Handlungsspielräume für die Nutzer bieten und ihnen andere Interpretationen, wie ein Freiraum zukünftig gebraucht werden soll, ermöglicht. Ein Freiraum ohne dysfunktionale Anteile wäre eine monofunktionale Einrichtung, die bei neuen Nutzungsansprüchen nicht uminterpretiert werden kann und daher abgerissen werden muss, um für entsprechende Neubauten Platz zu bieten. Beispielsweise resultieren viele soziale und wirtschaftliche Probleme, vor denen die Stadtpolitik in der Gegenwart steht, auch aus der Separierung der Funktionen: Wohnen, Arbeiten, Erholung und Verkehr im modernen Städtebau. Vergleichbare Phänomene finden sich auch in der Landwirtschaft und der Industrie.